# Guerra finlandesa
La Guerra finlandesa fue un conflicto que enfrentó a Rusia y Suecia desde el 21 de febrero de 1808 hasta el 17 de septiembre de 1809, y que cambió el destino político de Finlandia.
Como resultado de esta guerra, el tercio oriental de Suecia se convirtió en el territorio autónomo del Gran Ducado de Finlandia, que en parte unió a los finlandeses con la Rusia imperial. Otro notable efecto fue la adopción por el Riksdag (el parlamento sueco) de una nueva Constitución y una nueva casa real, la de Bernadotte.

## Historia
En el Tratado de Tilsit (7 de julio de 1807), Napoleón y el zar Alejandro I acordaron que Rusia forzaría a Suecia a unirse al Bloqueo Continental contra el Reino Unido. No obstante, Suecia no cedió ante las presiones.
Como consecuencia de lo anterior, las fuerzas rusas atacaron Finlandia el 21 de febrero de 1808 mientras, al mismo tiempo, el sur fue amenazado por un ataque desde Dinamarca.
El plan del ejército sueco, bajo el mando de Johan Adam Cronstedt, fue retirarse a Ostrobotnia, dejando tras de sí únicamente el fuerte de Sveaborg, que se rindió posteriormente a pesar de tener aún grandes cantidades de municiones y comida para resistir un asedio de meses. Bajo un nuevo comandante, Carl Johan Adlercreutz, el ejército sueco contraatacó, deteniendo la ofensiva rusa en la batalla de Siikajoki. Aunque los suecos lograron su objetivo durante algún tiempo, no recibieron refuerzos. El comandante sueco adoptó una táctica defensiva en la batalla de Oravais, pero perdió y se vio forzado a retirarse. El día anterior, Georg Carl von Döbeln ganó la legendaria batalla de Jutas. Las fuerzas sueco-finlandesas no estaban tan preparadas como los rusos, quienes habían librado batallas en las guerras Napoleónicas, y eso se tradujo en una clara desventaja en el campo de batalla.
El 19 de noviembre de 1808, se firmó la Convención de Olkijoki y el ejército sueco fue obligado a abandonar Finlandia. La guerra terminó oficialmente el 17 de septiembre de 1809 mediante la firma del Tratado de Fredrikshamn.
Finlandia retuvo la «Constitución gustaviana» de 1772 con solo leves retoques hasta 1919. En Suecia, el rey fue destronado y la Constitución reescrita inmediatamente tras la pérdida de la guerra. El zar Alejandro I había ya convocado la Dieta de Porvoo, es decir, a los representantes de los estados noble, clerical, burgués y campesino de Finlandia, para asegurarles que, a pesar de la anexión de Finlandia a Rusia, el nuevo mandatario se comprometía a respetar la religión, las costumbres y la relativa autonomía de las que Finlandia había gozado siendo parte de Suecia. Así, el zar tomó la dignidad de gran duque de Finlandia.
Finlandia permaneció bajo el dominio ruso hasta su declaración de independencia (6 de diciembre de 1917). Los finlandeses, por su parte, desilusionados por el escaso esfuerzo que Suecia parecía haber puesto en la defensa del país, vieron con optimismo moderado el destino de su país como Gran ducado de Finlandia con cierto grado de autonomía. No obstante, a lo largo del siglo XIX, se averiguó que el bienestar del país no dependía tanto de la forma de gobierno, sino de la benevolencia de los zares y, más concretamente, de la política que ellos ejercían.
Los siguientes cinco zares rusos gobernaron Finlandia (1809-1917) hasta la declaración de independencia del país:
- Alejandro I (1801-1825)
- Nicolás I (1825-1855)
- Alejandro II (1855-1881)
- Alejandro III (1881-1894)
- Nicolás II (1894-1917)